# 雷阿幼朵
雷阿幼朵（1980年—），本名叫雷珍萍，发唱片或演出时叫阿幼朵，参加政治协商会议时叫雷阿幼朵，贵州黄平人，苗族，中国歌唱家、政治人物、第十一届全国人民代表大会贵州地区代表。毕业于北京师范大学音乐系音乐教育专业。担任贵州省黔东南州凯里市民族歌舞团演员。2008年起担任全国人大代表。

## 主要经历
- 1977年[來源請求] 出生于贵州省黄平县一个普通苗族农民家庭，初中毕业后南下广州打工；
- 1998年 回家过年时偶然参加“黔东南州青年歌手大赛”并一举夺冠，成功加入黔东南州歌舞团；
- 1999年 代表黔东南州参加“贵州省青年歌手大奖赛”并获得一等奖，同年参加国家民委组织的新世纪民间歌手选拔赛获得贵州赛区一等奖；
- 2000年 获得南宁国际民歌艺术节《广西歌墟荟萃》活动特别奖
- 2001年 获得全国第十一届“孔雀奖”少数民族声乐大赛荣获通俗组铜奖
- 2002年 获得全国第十届青年歌手电视大奖赛民族唱法银奖
- 2003年 获得全国首届艺术新星国际交流大赛通俗唱法金奖
- 2004年 被中国文学艺术基金会授予“中国文艺公益活动爱心大使”荣誉
- 2005年 登上央视春晚，同年参加《维也纳新春音乐会》，并被贵州省公安厅特聘为“119”青年自愿者行动的形象大使、共青团中央授予：“全国乡村青年文化名人”荣誉
- 2006年 担任大型民族歌舞剧《多彩贵州风》女一号，并参加中国文学艺术界联合会`第八次全国代表大会
- 2007年 参加中央电视台春晚，并发行专辑《醉苗乡》
- 2008年 担任第十届全国人民代表大会贵州地区代表，担任北京奥运圣火贵阳传递，雷幼阿朵为第207棒[3]
- 2009年 荣获中国文联“我与文联”征文三等奖
- 2010年 担任第十一届全国人大代表大会全国苗族代表
- 2011年 担任第九届全国少数民族传统体育运动会志愿者形象大使，并受邀参加湖南卫视《天天向上》栏目
- 2012年 荣誉CCTV-光荣绽放十大少数民族歌手、十大民族歌唱家

### 专辑/EP
| 专辑数量 | 专辑名称     | 专辑类型 | 发行公司 | 发行日期   | 专辑曲目 |
| -------- | ------------ | -------- | -------- | ---------- | --- |
| 第一张   | 《天外苗音》 | 专辑     | 中国文联 | 2005-11-1  | 曲目 1. 采月亮 2. 放马山歌 3. 水一样 4. 弥渡山歌 5. 太阳出来喜洋洋 6. 高原红 7. 绣荷包 8. 康定情歌 9. 月亮女儿 10. 采花 11. 小河淌水 |
| 第二张   | 《醉苗乡》   | 专辑     | 佳邦文化 | 2007-07-23 | 曲目 1. 太阳鼓【MV】 2. 飞向苗乡侗寨【MV】 3. 醉苗乡【MV】 4. 苗岭飞歌【MV】 5. 美丽的故乡 6. 苗家美 7. 心留苗山 8. 甘泉 9. 阿妈的泪 |

### 单曲
未收录在专辑的单曲
- 《瑶歌一唱亲上亲》《黔东南的七月》《土家女儿会》《干一杯》《桑巴》《苗岭迎客歌》《梦的摇篮》《行歌坐月》《我从贵州来》

## 影视作品
- 2009年 电影《卧槽马》扮演张岚、电影《兵行险着》扮演肖然
- 2010年 担任电影《火中凤凰》制作人，并主演